# Windeby I

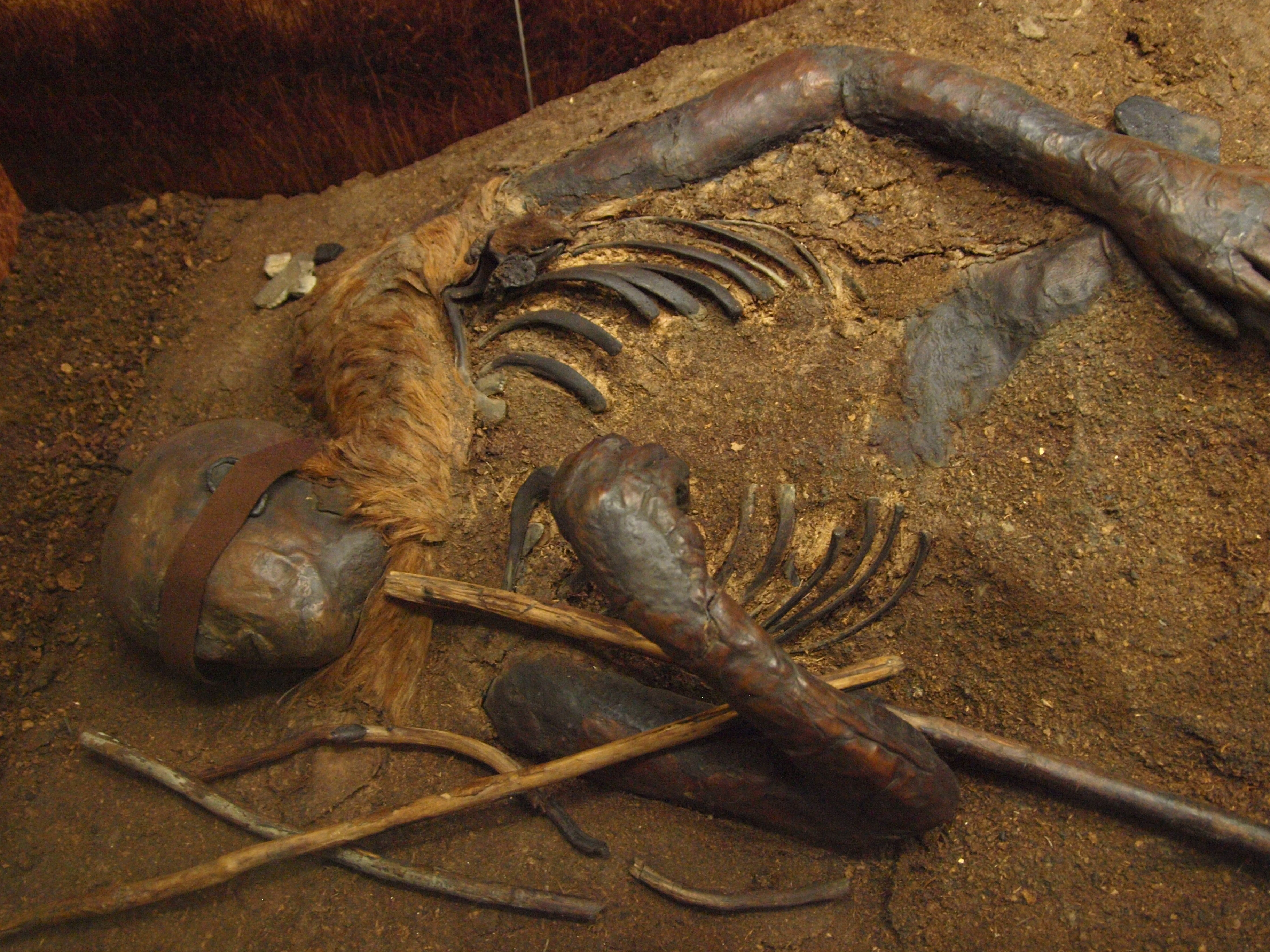

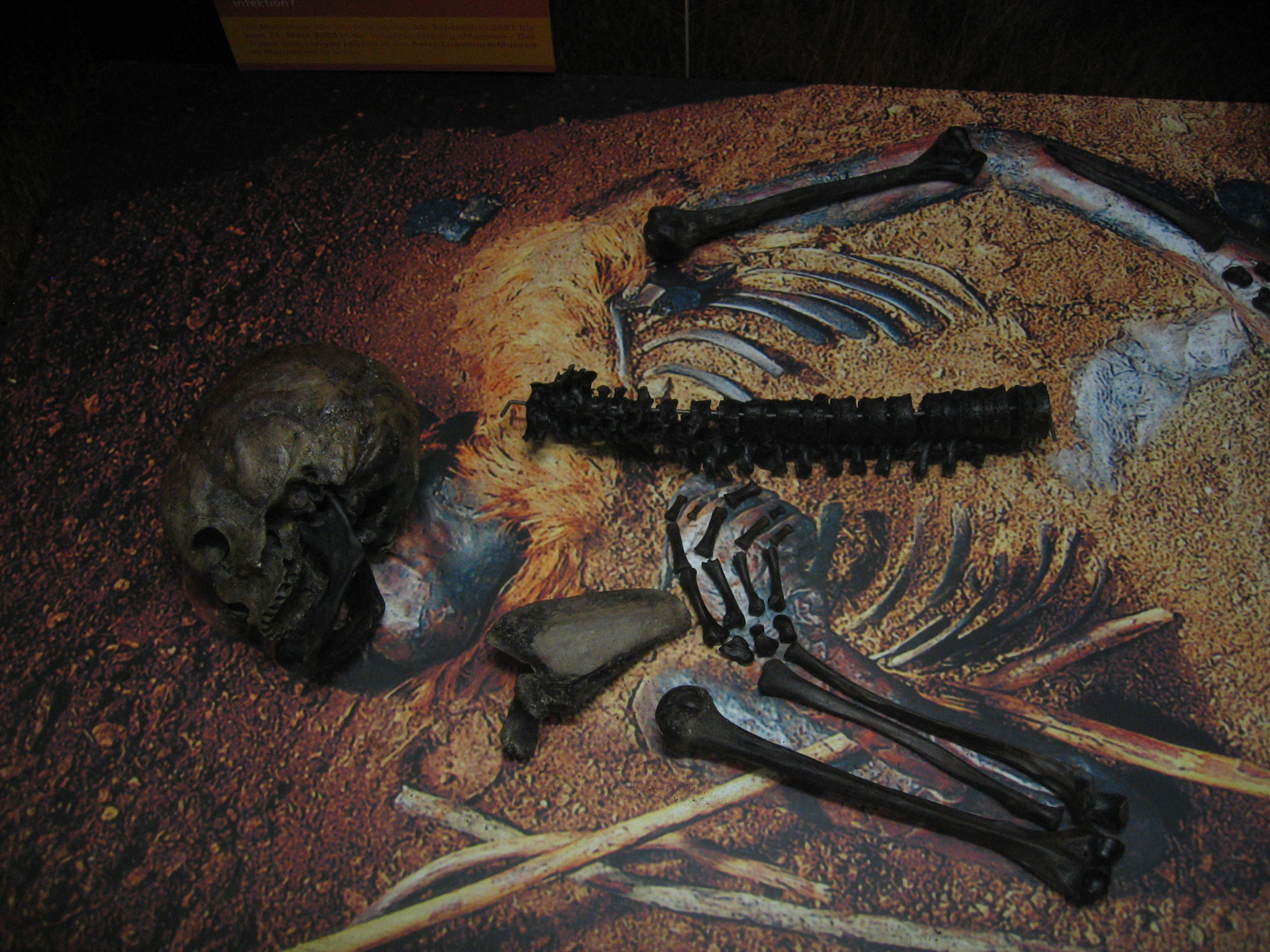

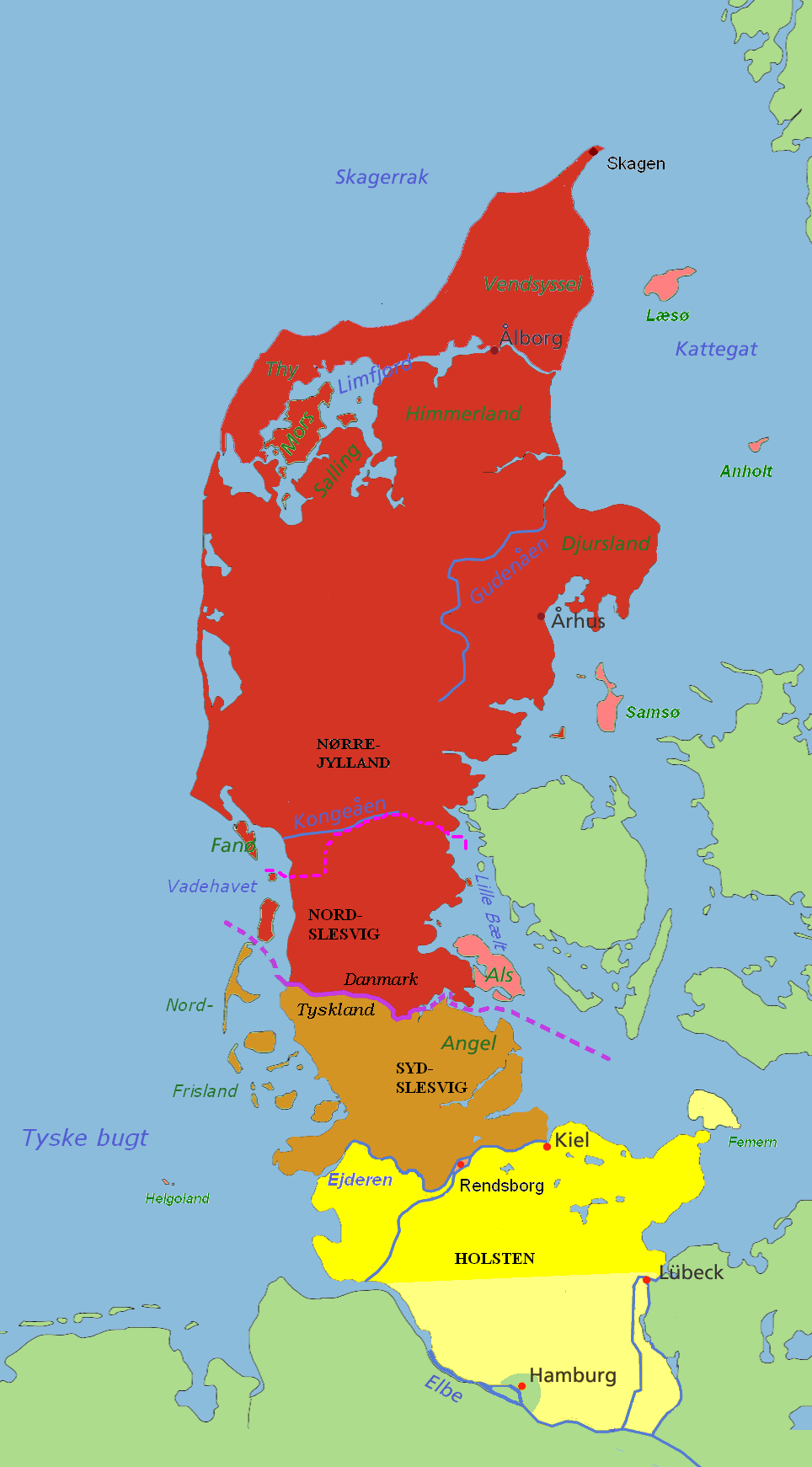
Península de Jutlàndia, lloc on es trobà la mòmia

Windeby I és el nom que se li ha donat a un cadàver momificat d'un jove que es trobà a Windeby, al nord d'Alemanya, al 1952 i que data del s. I, entre els anys 40 i 118, en plena edat del ferro.
El cos es descobrí al 1952 per uns treballadors als voltants de la petita localitat de Windeby, a Jutlàndia Meridional, al nord d'Alemanya, quan es disposaven a extraure material d'una torbera.

## Característiques
- Momificació natural.
- Causa de la mort: escanyat, en el que podria ser una ofrena o un càstig provocat per un possible adulteri.
- Tenia 16 anys aproximadament.
- El cos estava cobert per branques i tenia una branca de bedoll al buit del braç dret, una cinta de llana tapant-li els ulls i una capa de cuir amb pells incrustades.

## Conservació
El cos es trobà en bon estat de conservació per la protecció natural que li donà el fet d'haver quedat enterrat en una torbera, tot i que en el moment de la troballa els treballadors li tallaren accidentalment un peu, una mà i les cames amb les pales.
El cos es troba al Landesmuseum de Schloss Gottorf de Schleswig (Alemanya).

## Últimes recerques
Tot i que al principi l'anomenaren la «xiqueta de Windeby» per la seua complexió prima, estudis recents juntament amb proves preliminars d'ADN revelaren que era un jove. Els cabells, que al principi es creia que li l'havien afaitat per assenyalar-lo com a adúlter, tal vegada foren arrencats per les pales dels arqueòlegs. La tira de tela que li envolta el rostre, al principi interpretada com a mordassa o bena d'ulls utilitzada durant la tortura, es considera ara un element per cobrir els ulls del cadàver o una diadema per al tocat dels cabells, que amb el pas del temps li va lliscar fins a arribar-li als ulls. Està vestit amb una capa de cuir folrada amb pells. Les anàlisis més minucioses del 2007 confirmen que havia sofert mala salut i en el moment de morir estava desnodrit. Windeby II, el cos trobat poc després a sols 15 m del jove, que corresponia a un home de 20 a 30 anys escanyat amb una vara d'avellaner i també cobert amb branques de bedoll, es va creure que era l'amant també ajusticiat de l'adúlter; però s'havia dipositat al pantà entre el 380 i 185 ae, un parell de segles abans.